# گمینا تووخووو
گمینا تووخووو (به لهستانی:  Gmina Tłuchowo) یک گمینا در لهستان است که در شهرستان لیپنو واقع شده‌است. گمینا تووخووو ۹۸٫۶۷ کیلومتر مربع مساحت و ۴٬۶۳۴ نفر جمعیت دارد.